# Festa Major del Poblenou
La Festa Major del Poblenou se celebra la primera quinzena de setembre al barri del Poblenou, al districte de Sant Martí de Barcelona. Les entitats del Poblenou s'impliquen molt activament en l'organització de les activitats de la festa major. Durant dues setmanes la música, l'art, la dansa i l'esport hi tenen un espai. En el cas de la cultura popular, les colles i agrupacions no únicament s'encarreguen dels propis actes geganters o de foc, sinó que també fan àpats comunitaris, tallers infantils i campionats esportius.
Fins al 1872 se celebraven al desembre, però des d'aleshores es fa al setembre per aprofitar el bon temps i per no coincidir amb la festa major de Sant Martí de Provençals.

## Actes destacats
- Cercavila del pregó de la festa major. En aquest acte festiu, hi participa una mostra representativa de les colles de cultura popular del barri: la Colla de Diables, la Colla del Drac, els gegants i la Colla Castellera Jove de Barcelona. La cercavila, que es fa abans de la lectura del pregó, parteix de la rambla del Poblenou i acaba al mateix lloc.[1]
- Lectura de versots. Una vegada inaugurada oficialment la festa major, a la rambla del Poblenou mateix, els Diables del barri llegeixen els versots. A diferència de molts altres llocs, on es proclamen abans o després del correfoc, al Poblenou són un acte propi i molt reivindicatiu.[1]
- Matinades. Els grallers i els timbalers de les colles del barri es reuneixen el diumenge de la festa major a primera hora del matí per interpretar el toc de matinades. A partir d'aquí fan una ruta pels carrers del barri, i visiten els veïns o entitats que conviden a fer un mos.[1]
- Correfoc. La Colla de Diables del Poblenou i la Colla del Drac de Poblenou organitzen conjuntament el correfoc, on participen les peces fogueres de la Víbria, el drac Estarrufat i l'Estarrufadet.[1]
- Trobada gegantera. Des de fa més de trenta anys, la Colla Gegantera del Poblenou organitza una trobada el diumenge de festa major. Primer, davant el Centre d'Imatgeria Festiva, es fa una plantada amb gegants que arriben de tot el país i després fan una cercavila pels carrers del barri.[1]
- Diada castellera. El diumenge de festa major al migdia, la Colla Castellera Jove de Barcelona organitza una diada a la rambla del barri.[1]
- Cercavila de cloenda. La festa major del Poblenou s'acomiada amb una cercavila de foc on tots els participants són convidats a fer soroll amb cassoles, timbals i xiulets. Hi participen els gegants del Poblenou: en Bernat i la Maria, i les bèsties fogueres de la Colla del Drac.[1]